# Nicole L. Meyer
Nicole Laura Meyer ( n. 1967 ) es una botánica sudafricana, quien ha recolectado en Sudáfrica, Kenia, y Uganda. Desde 1992, es investigadora y editora del Instituto Nacional de Biodiversidad de Sudáfrica.

## Algunas publicaciones
- g. Germishuizen, nicole l. Meyer, y. Steenkamp, m. Keith. 2006. A checklist of South African plants. Southern African Bot. Diversity Network Report 4 (1) : 549- 551

### Libros
- gerrit Germishuizen, nicole L. Meyer.2003. Plants of Southern Africa: An Annotated Checklist. Ed. National Botanical Institute. 1.231 pp. ISBN 1-919795-99-5

- nicole l. Meyer. 1997. Taxonomic literature of southern African plants. Strelitzia Series (Pretoria) 5. Edición ilustrada de National Bot. Institute, 164 pp.

- La abreviatura «N.L.Mey.» se emplea para indicar a Nicole L. Meyer como autoridad en la descripción y clasificación científica de los vegetales.[1]